# Português (moeda portuguesa)

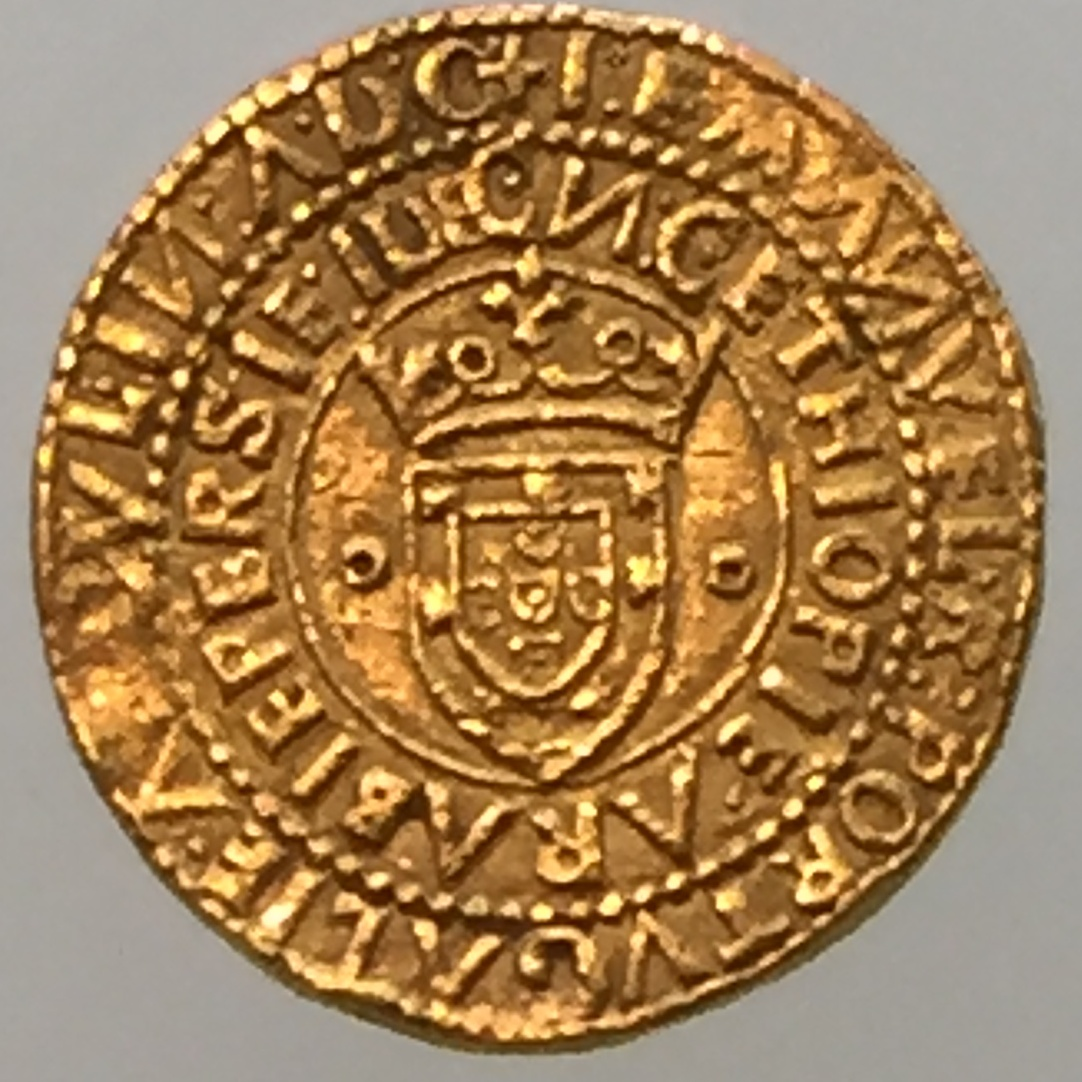
Português de D. Manuel I.

O Português ou português dourado foi uma moeda de ouro portuguesa cunhada desde finais do século XV até meados do século XVI.
Pesava aproximadamente 35 gramas e valia cerca de dez cruzados. Foi mandada cunhar pelo rei D: Manuel I. Circulou de 1499 a 1557. Comemorava as descobertas, as conquistas e o comércio de Portugal.
Constitui-se na maior moeda de ouro cunhada na Europa até ao século XVIII.
Foi cunhada pela primeira vez pouco antes da viagem de Vasco da Gama, que levou alguns exemplares para a Índia em 1497.
No anteverso apresentava o brasão de armas de Portugal, em torno do qual estava inscrita uma tradução latina do título real português, e no verso a cruz da Ordem de Cristo e a inscrição latina In Hoc Signo Vinces ("Sob Este Símbolo Triunfarás"). Foi concebida como um símbolo de prestígio, para ser usada em grandes transações comerciais e não em uso corrente, particularmente para a compra de especiarias na Ásia, e permaneceu em circulação durante todo o reinado de D. João III, filho e sucessor de D. Manuel, mas foi descontinuada em 1555. Estima-se que cerca de 400.000 portugueses tenham sido cunhados entre 1500 e 1538, equivalentes a 14,2 toneladas de ouro.
Em novembro de 2011, o governo de Portugal emitiu 150.000 réplicas comemorativas do português, no valor de 7,50 euros.

## Portugalesers

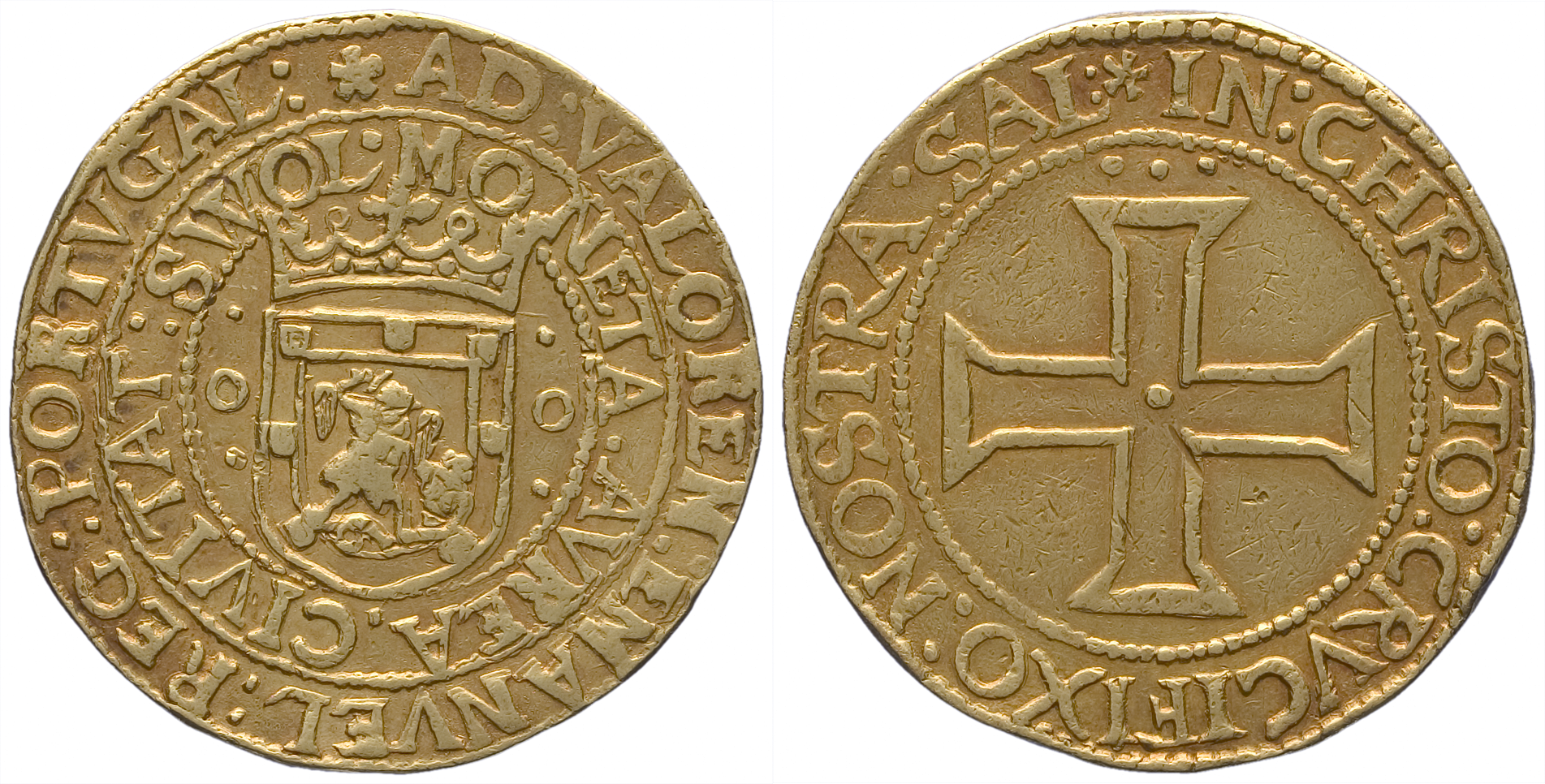
Portugalóide holandês, 1651-1675.

Os portugueses alcançaram tamanho prestígio internacional, particularmente entre as ricas cidades comerciais da Liga Hanseática, que muitos reinos e cidades do norte da Europa cunharam as suas próprias versões da moeda, doravante apelidadas de portugalesers ou portugalösers, ("portugalóides") valendo entre 2,5 a 10 ducados. Muitas vezes mantiveram a icónica Cruz de Cristo. Muito depois de terem sido descontinuadas em Portugal, estas variantes permaneceram em uso na Alemanha, Holanda, Dinamarca, Polónia ou Suécia até o século XVII. Na Holanda, as cidades de Deventer e Zwolle cunharam portugalóides entre 1640 e 1641 para negociar açúcar cultivado no Brasil Holandês. A cidade de Hamburgo, em particular, cunhou um grande número delas entre 1553 e 1560, e desde 1676 que são emitidas como medalhas comemorativas, uma tradição mantida até hoje, premiando os cidadãos locais por serviços meritórios à cidade.

## Leilão
Um exemplar encontrado por um "detetorista" amador britânico, o primeiro deste tipo descoberto no Reino Unido, foi em Setembro de 2022 leiloado por 16 mil libras (18 mil euros). O exemplar foi descoberto por acaso em julho de 2022, por Mick Edwards, um funcionário público de 62 anos, com um detector de metais, em Etchilhampton, cerca de 150 quilómetros oeste de Londres, próximo da cidade de Bath. O terreno pertenceu à família Ernle entre 1489 e 1928, uma família aristocrata na qual se destaca John Ernle (1620-1697), que foi deputado e ministro das Finanças.